# Валанчюнас, Йонас
Йонас Валанчюнас (лит. Jonas Valančiūnas; род. 6 мая 1992, Утена) — литовский профессиональный баскетболист, выступающий за команду НБА «Денвер Наггетс». Играет на позиции центрового. Был выбран «Торонто Рэпторс» в первом раунде под общим 5-м номером на драфте НБА 2011 года, однако выступать за «Рэпторс» стал со следующего сезона.

## Биография
Валанчюнас начал карьеру в клубе «Пярлас» из Вильнюса в 2008 году. 17 января 2010 года он перешёл в один сильнейших литовских клубов «Летувос Ритас». Два раза, в 2010 и 2011 годах, участвовал в матче всех звёзд литовской баскетбольной лиги, в 2011 году стал самым ценным игроком этого матча.
В 2008 году Валанчюнас играл за молодёжную сборную Литвы на чемпионате Европы среди юношей до 16 лет, проходившем в Италии. В среднем за игру он набирал 14,3 очков, 11,1 подборов, 2,3 блок-шота за 23,5 минуты. Литовская сборная выиграла золотые медали турнира, а Йонас был признан его самым ценным игроком. Через два года Валанчюнас помог Литве завоевать золотые медали на чемпионате Европы среди юношей до 18 лет. Он набирал 19,4 очков, 13,4 подборов и 2,7 блок-шота в среднем за игру и вновь был признан самым ценным игроком турнира.
23 июня 2011 года Валанчюнас был выбран на драфте НБА под пятым номером клубом «Торонто Рэпторс». Однако, имев действующий контракт с «Летувос Ритас», остался в Европе ещё на один сезон и начал выступать в НБА с 2012 года.
6 февраля 2019 года был обменян на Марка Газоля в «Мемфис Гриззлис».
7 августа 2021 года Валанчюнас был обменян в «Нью-Орлеан Пеликанс» на Эрика Бледсоу, Стивена Адамса и защищенный выбор первого раунда драфта 2022 года.
20 октября Валанчюнас продлил контракт с «Нью-Орлеан Пеликанс» на два года и 30 миллионов долларов. 29 ноября Валанчюнас установил личный рекорд, набрав 39 очков, реализовав семь трёхочковых и сделав 15 подборов, в победном матче против «Лос-Анджелес Клипперс» со счётом 123:104.
6 июля 2024 года Валанчюнас подписал трёхлетний контракт на сумму 30 миллионов долларов в рамках соглашения в формате «сайн-энд-трейд» с «Вашингтон Уизардс». Взамен «Нью-Орлеан» получил защищённый выбор во втором раунде драфта 2027 года.
5 февраля 2025 года Валанчюнас был обменян в «Сакраменто Кингз» на два выбора во втором раунде драфта (2028, 2029) и форварда Сиди Сиссоко.
13 июля 2025 года Валанчюнас был обменян в «Денвер Наггетс» на Дарио Шарича.

## Национальная сборная
Валанчюнас дебютировал в молодёжной сборной Литвы в 2008 году на чемпионате Европы среди юношей до 16 лет в Италии. Он доминировал на протяжении всего турнира, набирая в среднем 14,3 очков, 11,1 подборов и 2,3 блоков за 23,5 минуты. Его команда выиграла золотую медаль, и он был признан Самым ценным игроком турнира (MVP).
Два года спустя, Валанчюнас привел сборную Литву к ещё одной золотой медали. Литва доминировала в 2010 году на чемпионате Европы среди юношей до 18 лет, который прошёл в Литве. Валанчюнас набирал в среднем 19,4 очков, 13,4 подборов и 2,7 блоков, и был признан Самым ценным игроком турнира (MVP).
Валанчюнас был также членом литовской баскетбольной сборной юношей до 19 лет на чемпионате мира по баскетболу в 2011 году в Латвии. Он привел свою команду к очередной золотой медали, набирая в среднем 23,0 очков, 13,9 подборов и 3.2 блоков за 31 минут игрового времени. Позже он был назван MVP турнира. Валанчюнас, набрав 36 очков в финальном матче против сборной Сербии, установил рекорд турнира по набранным очкам. На сегодняшний день он является единственным игроком, ставшим MVP и чемпионом во всех турнирах для юношей.
Валанчюнас вошёл в состав старшей национальной баскетбольной сборной перед Евробаскетом 2011, который проходил в Литве. Валанчюнас дебютировал в игре Литвы против Чехии 6 августа 2011 года. В своем дебютном матче он набрал 26 очков и 11 подборов. Несмотря на то, что Валанчюнас не показал лидерской игры в первые 4 игры на Евробаскет 2011 (пропустив матч против Турции), затем он стал одним из ключевых игроков, набирая в среднем 8,4 очков и 4,1 подборов всего 15,7 минут на паркете, и помог Литве занять 5-е место, которое гарантировало участие сборной в Отборочном турнире на олимпийские игры в 2012 году.

## Достижения
Командные:
- Чемпион Европы среди юношей до 16 лет (2008)
- Чемпион Европы среди юношей до 18 лет (2010)
- Чемпион Литвы (2010)
- Чемпион мира среди юношей до 19 лет (2011)
- Серебряный призёр чемпионата Европы (2013), (2015)

Индивидуальные:
- Самый ценный игрок чемпионата Европы среди юношей до 16 лет (2008)
- Самый ценный игрок чемпионата Европы среди юношей до 18 лет (2010)
- Включён в символическую сборную чемпионата Европы среди юношей до 18 лет (2009)
- Включён в символическую сборную чемпионата мира среди юношей до 19 лет (2011)
- Самый ценный игрок чемпионата мира по баскетболу среди молодёжных команд (2011)

## Награды
- Кавалер медали «За заслуги перед Литвой» (Литва, 2011 год)
- Кавалер Рыцарского креста ордена «За заслуги перед Литвой» (Литва, 2015 год)

## Личная жизнь
27 сентября 2013 года женился на Эгле Ачайте (лит. Eglė Ačaitė), дочери депутата Сейма Литвы Ремигиюса Ачаса (лит. Remigijus Ačas).

## Статистика

### Статистика в НБА
| Сезон                                                                                    | Команда    | Регулярный сезон | Регулярный сезон | Регулярный сезон | Регулярный сезон | Регулярный сезон | Регулярный сезон | Регулярный сезон | Регулярный сезон | Регулярный сезон | Регулярный сезон | Регулярный сезон | Серия плей-офф | Серия плей-офф | Серия плей-офф | Серия плей-офф | Серия плей-офф | Серия плей-офф | Серия плей-офф | Серия плей-офф | Серия плей-офф | Серия плей-офф | Серия плей-офф |
| Сезон                                                                                    | Команда    | GP               | GS               | MPG              | FG%              | 3P%              | FT%              | RPG              | APG              | SPG              | BPG              | PPG              | GP             | GS             | MPG            | FG%            | 3P%            | FT%            | RPG            | APG            | SPG            | BPG            | PPG            |
| ---------------------------------------------------------------------------------------- | ---------- | ---------------- | ---------------- | ---------------- | ---------------- | ---------------- | ---------------- | ---------------- | ---------------- | ---------------- | ---------------- | ---------------- | -------------- | -------------- | -------------- | -------------- | -------------- | -------------- | -------------- | -------------- | -------------- | -------------- | -------------- |
| 2012/13                                                                                  | Торонто    | 62               | 57               | 23,9             | 55,6             | 0,0              | 78,9             | 6,0              | 0,7              | 0,3              | 1,3              | 8,9              | Не участвовал  | Не участвовал  | Не участвовал  | Не участвовал  | Не участвовал  | Не участвовал  | Не участвовал  | Не участвовал  | Не участвовал  | Не участвовал  | Не участвовал  |
| 2013/14                                                                                  | Торонто    | 81               | 81               | 28,2             | 53,1             | 0,0              | 76,2             | 8,8              | 0,7              | 0,3              | 0,9              | 11,3             | 7              | 7              | 28,6           | 63,3           | -              | 63,6           | 9,7            | 0,3            | 0,0            | 1,0            | 10,9           |
| 2014/15                                                                                  | Торонто    | 80               | 80               | 26,2             | 57,2             | 0,0              | 78,6             | 8,7              | 0,5              | 0,4              | 1,2              | 12,0             | 4              | 4              | 26,5           | 50,0           | -              | 87,5           | 9,3            | 0,5            | 0,5            | 0,3            | 11,3           |
| 2015/16                                                                                  | Торонто    | 60               | 59               | 25,9             | 56,5             | -                | 76,1             | 9,1              | 0,7              | 0,4              | 1,3              | 12,8             | 12             | 10             | 26,7           | 56,7           | -              | 74,4           | 10,8           | 0,9            | 0,8            | 1,2            | 13,8           |
| 2016/17                                                                                  | Торонто    | 80               | 80               | 25,8             | 55,7             | 50,0             | 81,1             | 9,5              | 0,7              | 0,5              | 0,8              | 12,0             | 10             | 6              | 22,6           | 54,3           | 0,0            | 72,7           | 6,7            | 0,2            | 0,2            | 0,6            | 11,2           |
| 2017/18                                                                                  | Торонто    | 77               | 77               | 22,4             | 56,8             | 40,5             | 80,6             | 8,6              | 1,1              | 0,4              | 0,9              | 12,7             | 10             | 9              | 24,5           | 54,2           | 40,0           | 82,4           | 10,5           | 1,2            | 0,4            | 1,5            | 14,6           |
| 2018/19                                                                                  | Торонто    | 30               | 10               | 18,8             | 57,5             | 30,0             | 81,9             | 7,2              | 1,0              | 0,4              | 0,8              | 12,8             | Не участвовал  | Не участвовал  | Не участвовал  | Не участвовал  | Не участвовал  | Не участвовал  | Не участвовал  | Не участвовал  | Не участвовал  | Не участвовал  | Не участвовал  |
| 2018/19                                                                                  | Мемфис     | 19               | 17               | 27,7             | 54,5             | 27,8             | 76,9             | 10,7             | 2,2              | 0,3              | 1,6              | 19,9             | Не участвовал  | Не участвовал  | Не участвовал  | Не участвовал  | Не участвовал  | Не участвовал  | Не участвовал  | Не участвовал  | Не участвовал  | Не участвовал  | Не участвовал  |
| 2019/20                                                                                  | Мемфис     | 70               | 70               | 26,4             | 58,5             | 35,2             | 74,0             | 11,3             | 1,9              | 0,4              | 1,1              | 14,9             | Не участвовал  | Не участвовал  | Не участвовал  | Не участвовал  | Не участвовал  | Не участвовал  | Не участвовал  | Не участвовал  | Не участвовал  | Не участвовал  | Не участвовал  |
| 2020/21                                                                                  | Мемфис     | 62               | 61               | 28,3             | 59,2             | 36,8             | 77,3             | 12,5             | 1,8              | 0,6              | 0,9              | 17,1             | 5              | 5              | 33,1           | 56,9           | 25,0           | 87,5           | 9,8            | 2,6            | 0,6            | 0,6            | 15,0           |
| 2021/22                                                                                  | Нью-Орлеан | 74               | 74               | 30,3             | 54,4             | 36,1             | 82,0             | 11,4             | 2,6              | 0,6              | 0,8              | 17,8             | 6              | 6              | 29,1           | 48,5           | 16,7           | 76,9           | 14,3           | 3,0            | 0,7            | 0,2            | 14,5           |
| 2022/23                                                                                  | Нью-Орлеан | 79               | 79               | 24,9             | 54,7             | 34,9             | 82,6             | 10,2             | 1,8              | 0,3              | 0,7              | 14,1             | Не участвовал  | Не участвовал  | Не участвовал  | Не участвовал  | Не участвовал  | Не участвовал  | Не участвовал  | Не участвовал  | Не участвовал  | Не участвовал  | Не участвовал  |
| 2023/24                                                                                  | Нью-Орлеан | 82               | 82               | 23,5             | 55,9             | 30,8             | 78,5             | 8,8              | 2,1              | 0,4              | 0,8              | 12,2             | 4              | 4              | 22,4           | 52,4           | 0,0            | 82,4           | 11,0           | 1,3            | 0,5            | 0,0            | 14,5           |
|                                                                                          | Всего      | 856              | 827              | 25,7             | 56,1             | 34,7             | 78,9             | 9,5              | 1,3              | 0,4              | 1,0              | 13,4             | 58             | 51             | 26,3           | 54,7           | 23,8           | 76,5           | 10,1           | 1,1            | 0,5            | 0,8            | 13,2           |
| Наведите курсор мыши на аббревиатуры в заголовке таблицы, чтобы прочесть их расшифровку. |            |                  |                  |                  |                  |                  |                  |                  |                  |                  |                  |                  |                |                |                |                |                |                |                |                |                |                |                |

### Статистика в других лигах
| Сезон | Команда       | Лига                  | GP | GS | MPG  | FG%  | 3P% | FT%  | RPG | APG | SPG | BPG | PFL | TOV | PPG  |
| --- | ------------- | --------------------- | -- | -- | ---- | ---- | --- | ---- | --- | --- | --- | --- | --- | --- | ---- |
| 2010/11 | Летувос Ритас | Евролига              | 15 | 5  | 15,4 | 70,8 | -   | 88,5 | 5,8 | 0,2 | 0,2 | 0,7 | 3,1 | 1,4 | 7,7  |
| 2011/12 | Все клубы     | Все лиги              | 69 | 54 | 23,2 | 62,3 | 0,0 | 80,3 | 7,3 | 0,8 | 0,5 | 1,7 | 2,7 | 1,9 | 11,7 |
| 2011/12 | Летувос Ритас | Чемпионат Литвы       | 23 | 17 | 24,0 | 66,5 | -   | 82,5 | 7,4 | 0,8 | 0,6 | 1,9 | 2,7 | 2,3 | 14,2 |
| 2011/12 | Летувос Ритас | Единая лига ВТБ       | 23 | 17 | 23,0 | 58,5 | 0,0 | 79,3 | 7,3 | 0,7 | 0,6 | 1,7 | 2,7 | 1,7 | 10,7 |
| 2011/12 | Летувос Ритас | Кубок Европы          | 16 | 15 | 23,3 | 63,4 | -   | 80,0 | 7,6 | 0,9 | 0,3 | 1,6 | 3,2 | 1,8 | 10,8 |
| 2011/12 | Летувос Ритас | Балтийская лига       | 4  | 4  | 23,6 | 57,1 | -   | 69,2 | 7,0 | 1,3 | 0,5 | 1,0 | 2,0 | 2,0 | 10,3 |
| 2011/12 | Летувос Ритас | Квалификация Евролиги | 3  | 1  | 18,5 | 50,0 | -   | 83,3 | 6,3 | 0,0 | 0,3 | 1,3 | 1,7 | 2,0 | 8,0  |
| Всего | Всего         | Всего                 | 84 | 59 | 21,8 | 63,4 | 0,0 | 81,0 | 7,1 | 0,7 | 0,5 | 1,5 | 2,8 | 1,8 | 11,0 |
| Наведите курсор мыши на аббревиатуры в заголовке таблицы, чтобы прочесть их расшифровку Статистика приведена с сайта basketball.realgm.com |               |                       |    |    |      |      |     |      |     |     |     |     |     |     |      |